# Operação Liberdade Duradoura - Trans Saara
Operação Liberdade Duradoura - Trans Saara (OLD-TS) (em inglês: Operation Enduring Freedom – Trans Sahara, OEF-TS) foi uma operação militar conduzida pelos Estados Unidos e nações parceiras na região do Saara no continente africano, que consiste em esforços antiterrorismo e de combate ao tráfico de armas e de drogas em toda a África Central. Faz parte da Guerra ao Terror.

## Missão
A Operação Liberdade Duradoura - Trans Saara é principalmente uma missão de treinamento destinada a equipar dez nações para combater insurgentes na região. O Comando para a África declara:
A OEF-TS é o terceiro esforço prioritário do governo dos Estados Unidos em combater o terrorismo, conduzindo atividades que apoiam a Parceria Trans-Saariana de Contraterrorismo, mas não são exclusivas da mesma. A OEF-TS suporta a Parceria Trans-Saariana de Contraterrorismo através da formação de relações de paz, segurança e cooperação entre todas as nações transaarianas. A OEF-TS promove a colaboração e a comunicação entre os países participantes. Além disso, a OEF-TS fortalece o contraterrorismo e a segurança nas fronteiras, promove a governança democrática, reforça os laços militares bilaterais e melhora o desenvolvimento e o fortalecimento institucional. O Comando dos Estados Unidos para a África, através da OEF-TS, fornece treinamento, equipamento, assistência e aconselhamento às forças armadas dos países parceiros. Isso aumenta sua capacidade e o potencial de negar refúgio seguro a terroristas e, finalmente, derrotar as atividades extremistas e terroristas na região.
Em algum momento de 2013, a OEF-TS foi redesenhada como Operação Juniper Shield. A Operação Juniper Shield abrange operações estadunidenses na Argélia, Burkina Faso, Camarões, Chade, Mali, Mauritânia, Marrocos, Níger, Nigéria, Senegal e Tunísia.